# تالانتا
تالانتا (انگلیسی: Talanta) نشریه ای علمی با موضوع شیمی تجزیه است که توسط انتشارات الزویر منتشر می شود. این نشریه از سال ۱۹۵۸ میلادی تاکنون منتشر شده است و بر اساس گزارش استنادی مجلات این نشریه در سال ۲۰۱۴ با ضریب نفوذ ۳٫۵۴۵ در بین مجلات شیمی تجزیه رتبه یازدهم را به خود کسب کرده است.